# Saison 2018 de l'équipe cycliste Alé Cipollini
La saison 2018 de l'équipe cycliste Alé Cipollini est la huitième de la formation. L'effectif est relativement stable avec les arrivées de Mayuko Hagiwara, Roxane Knetemann, Karlijn Swinkels et Sofia-Nilda Frometa tandis que Carlee Taylor et Martina Alzini la quittent. L'équipe est menée par les deux sprinteuses Marta Bastianelli et Chloe Hosking ainsi que la grimpeuse Janneke Ensing. 
Marta Bastianelli remporte Gand-Wevelgem, ainsi que le Grand-Prix de Dottignies, la Flèche brabançonne et plusieurs étapes dans des courses professionnelles. Chloe Hosking est deuxième des Trois Jours de La Panne, troisième du Tour de Drenthe et quatrième de la RideLondon-Classique. Janneke Ensing se montre régulière tout au long de la saison et s'impose au Samyn. Soraya Paladin remporte le Tour de Toscane. Marta Bastianelli est dixième du classement UCI, Alé Cipollini est huitième du classement par équipes.

## Préparation de la saison

### Partenaires et matériel de l'équipe

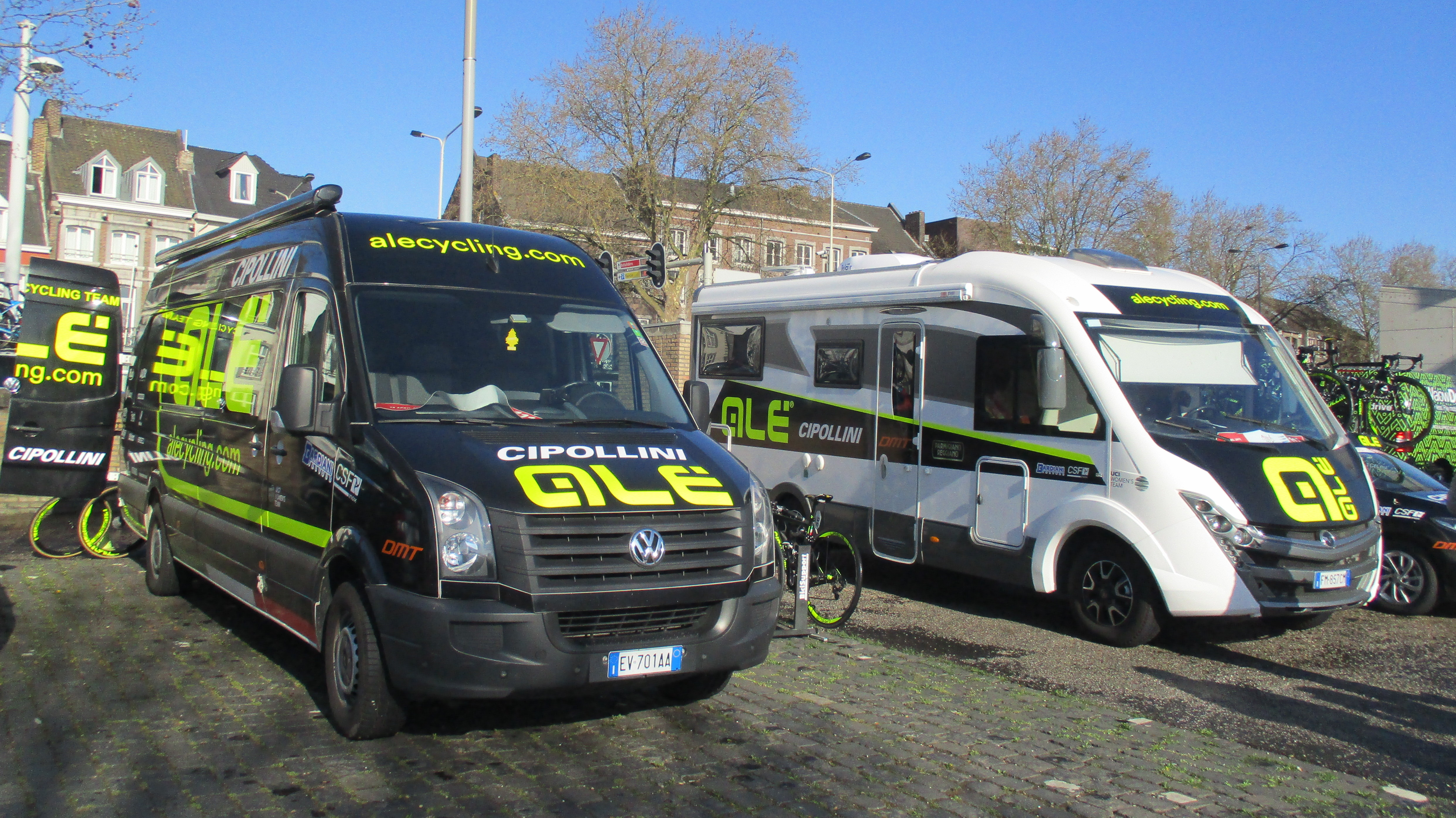
Véhicules de l'équipe

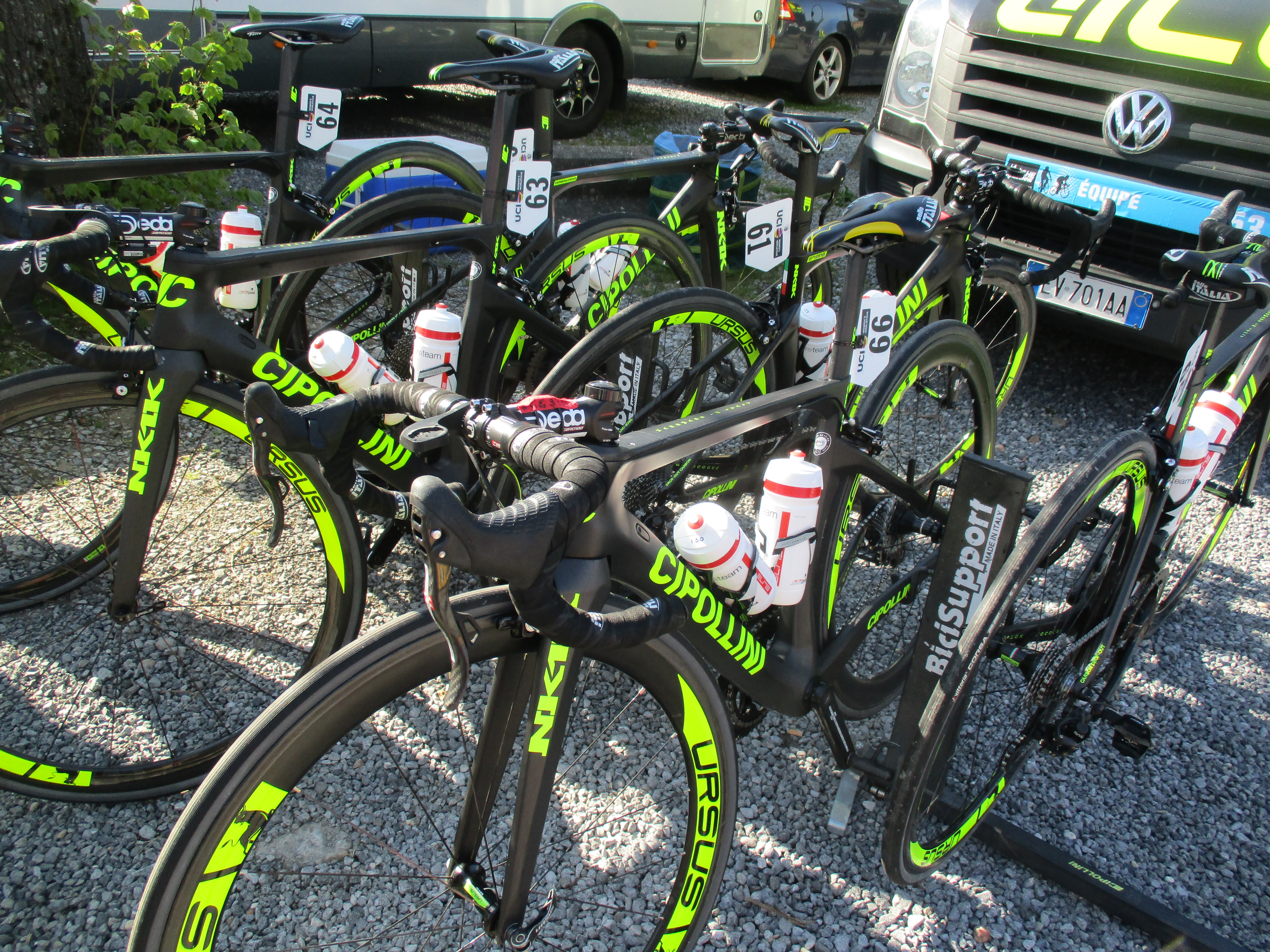
Vélos de l'équipe

Le partenaire principal de l'équipe depuis sa fondation est la marque de bicyclettes Mario Cipollini. Le second partenaire depuis la création est Giordana, un fabricant de vêtement adapté au cyclisme. C'est sa gamme de produit Alé qui apparait dans le titre de l'équipe.

### Arrivées et départs
L'effectif de l'équipe est relativement stable. Elle enregistre l'arrivée de la grimpeuse japonaise Mayuko Hagiwara, de la baroudeuse néerlandaise Roxane Knetemann et de la prometteuse Karlijn Swinkels, ainsi que de Sofia-Nilda Frometa.
Au niveau des départs, la grimpeuse australienne Carlee Taylor prend sa retraite alors que Martina Alzini quitte l'équipe.
| Arrivées            | Équipe 2017                        |
| ------------------- | ---------------------------------- |
| Sofia-Nilda Frometa | Néo-professionnelle                |
| Roxane Knetemann    | FDJ-Nouvelle Aquitaine-Futuroscope |
| Mayuko Hagiwara     | Wiggle High5                       |
| Karlijn Swinkels    | Parkhotel Valkenburg               |

| Départs        | Équipe 2018    |
| -------------- | -------------- |
| Martina Alzini | Astana Women's |
| Carlee Taylor  | Retraite       |

## Effectif et encadrement

### Effectif
| Effectif 2018       | Effectif 2018     | Effectif 2018 | Effectif 2018                             |
| Cycliste            | Date de naissance | Pays          | Équipe précédente                         |
| ------------------- | ----------------- | ------------- | ----------------------------------------- |
| Marta Bastianelli   | 30 avril 1987     | Italie        | Aromitalia Vaiano (2015)                  |
| Janneke Ensing      | 21 septembre 1986 | Pays-Bas      | Parkhotel Valkenburg Continental (2016)   |
| Sofia Nilda Frometa | 28 janvier 1999   | Italie        |                                           |
| Mayuko Hagiwara     | 16 octobre 1986   | Japon         | Wiggle High5 (2017)                       |
| Chloe Hosking       | 1 octobre 1990    | Australie     | Wiggle High5 (2016)                       |
| Romy Kasper         | 5 mai 1988        | Allemagne     | Boels Dolmans (2016)                      |
| Roxane Knetemann    | 1 avril 1987      | Pays-Bas      | FDJ-Nouvelle Aquitaine-Futuroscope (2017) |
| Soraya Paladin      | 4 mai 1993        | Italie        | Top Girls Fassa Bortolo (2016)            |
| Ane Santesteban     | 12 décembre 1990  | Espagne       | Inpa Sottoli Bianchi Giusfredi (2015)     |
| Martina Stefani     | 6 novembre 1998   | Italie        |                                           |
| Karlijn Swinkels    | 28 octobre 1998   | Pays-Bas      | Parkhotel Valkenburg-Destil (2017)        |
| Anna Trevisi        | 8 mai 1992        | Italie        | Inpa Sottoli Bianchi Giusfredi (2015)     |
| Daiva Tušlaitė      | 18 juin 1986      | Lituanie      | Inpa-Bianchi (2016)                       |
| Anisha Vekemans     | 17 août 1991      | Belgique      | Lotto Soudal Ladies (2016)                |
|                     |                   |               |                                           |
| Source : UCI        |                   |               |                                           |

Portraits
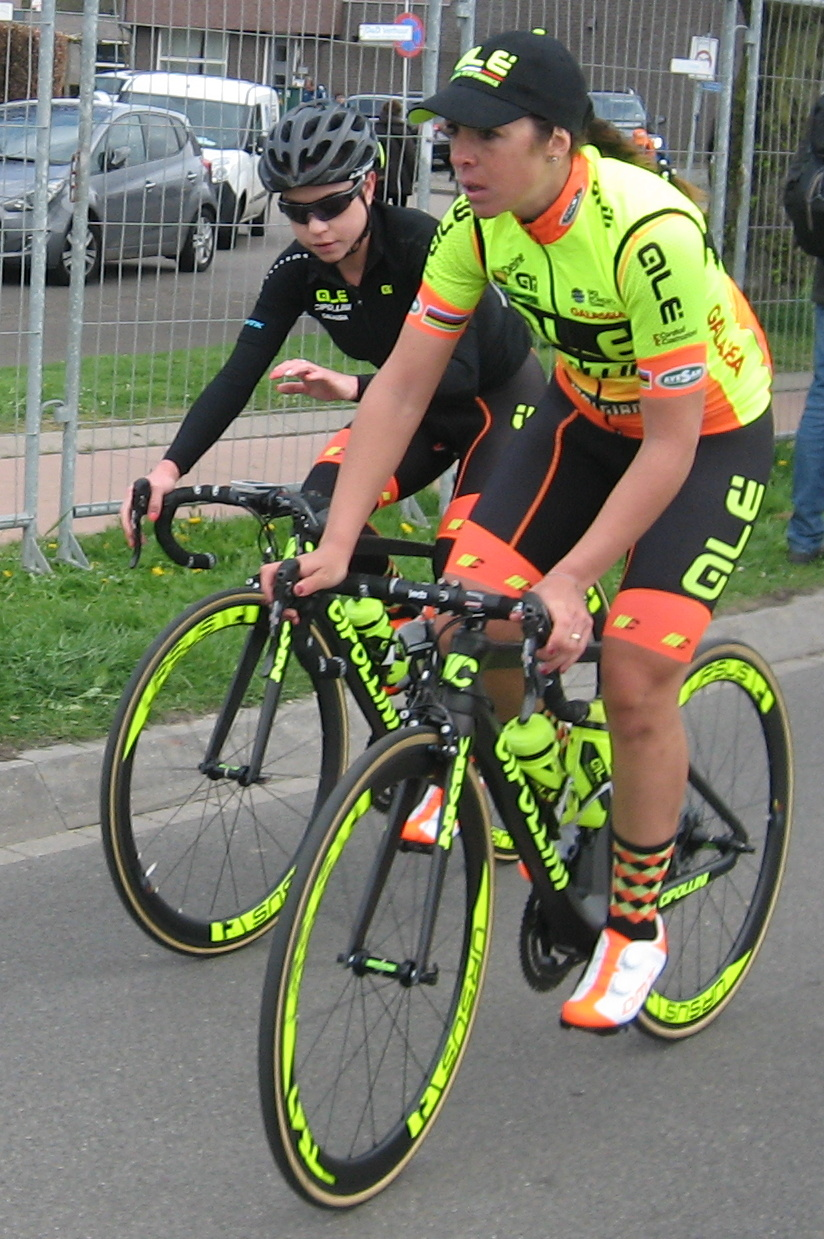
Marta Bastianelli en 2017.
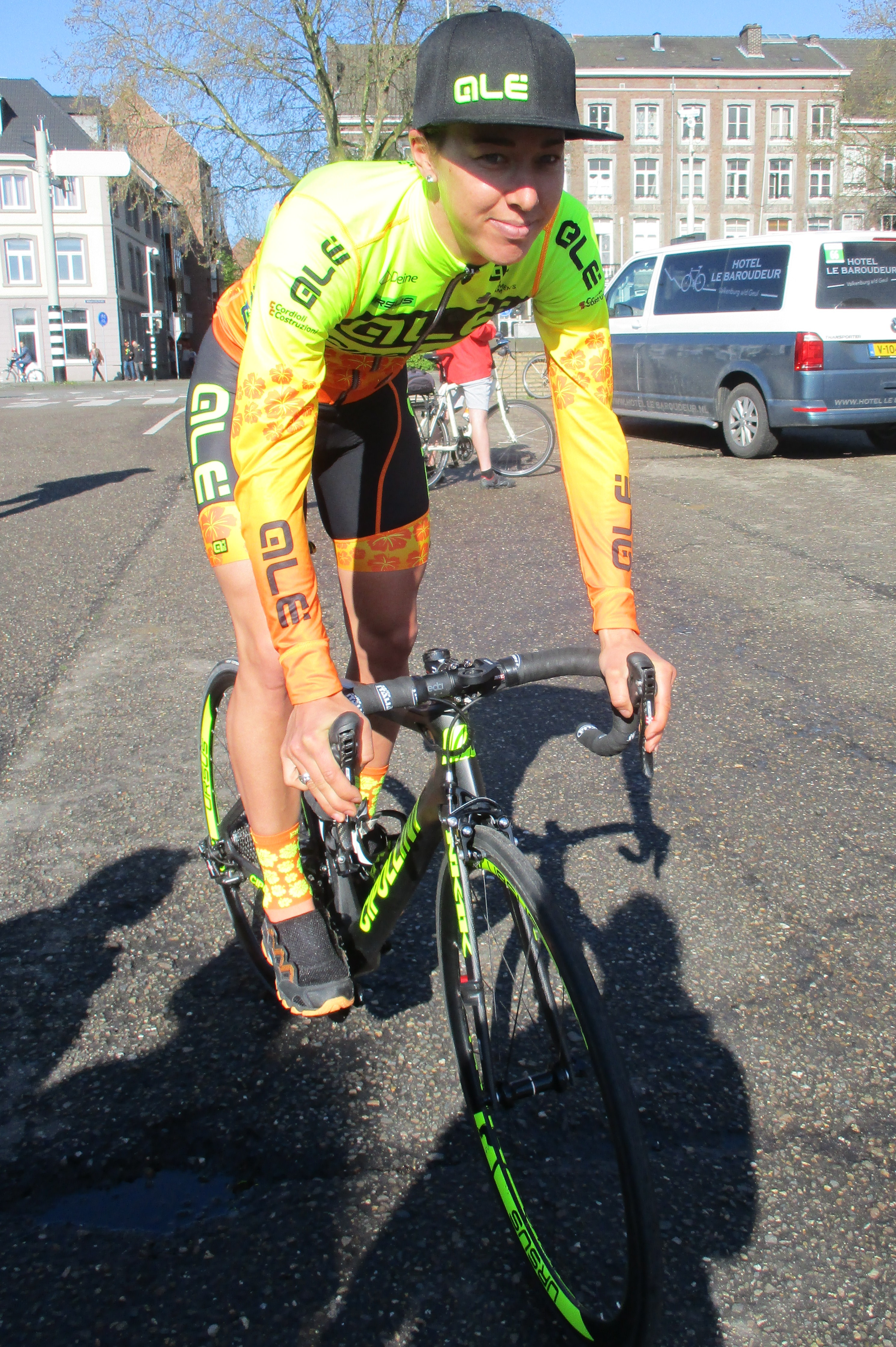
Janneke Ensing
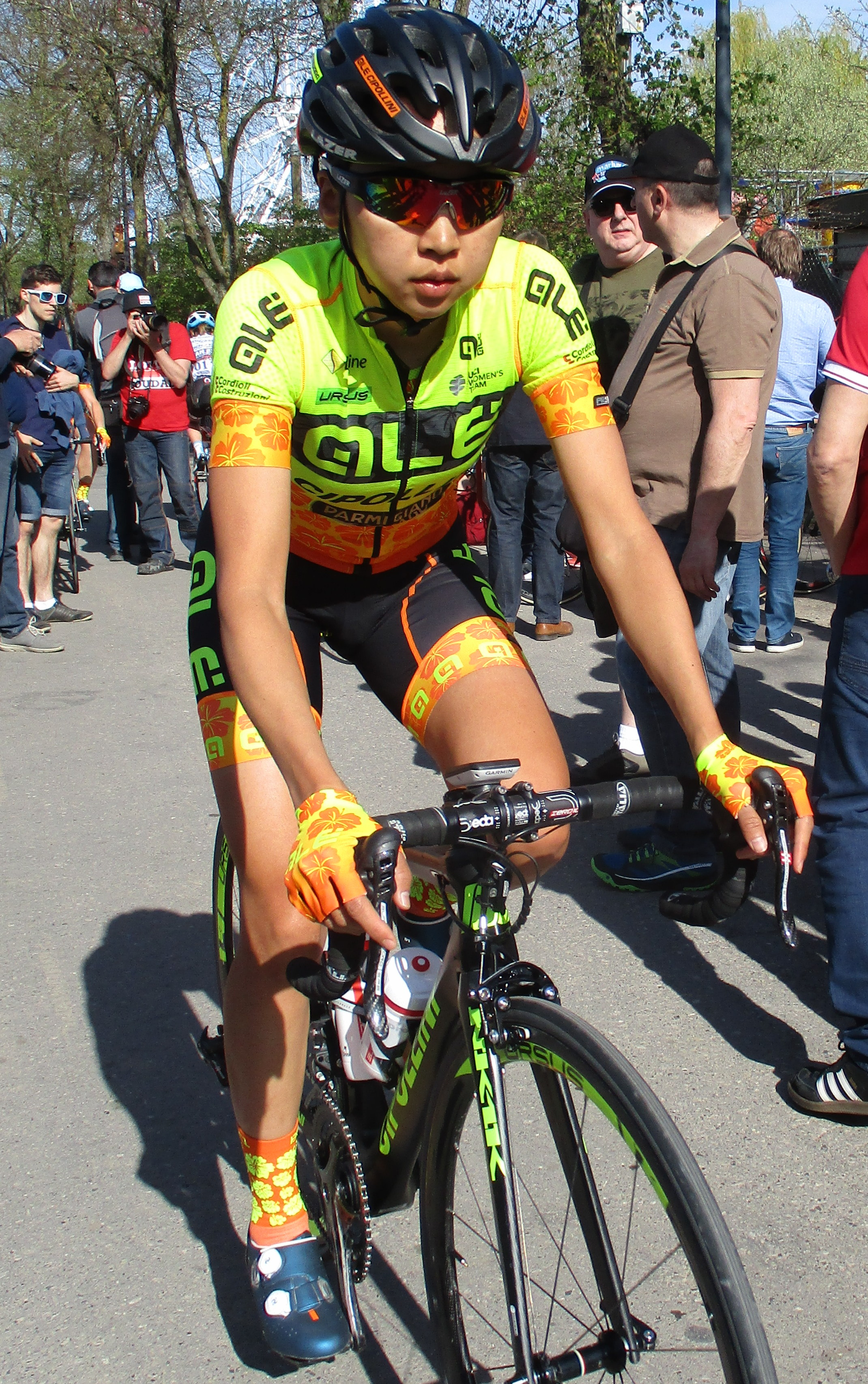
Mayuko Hagiwara
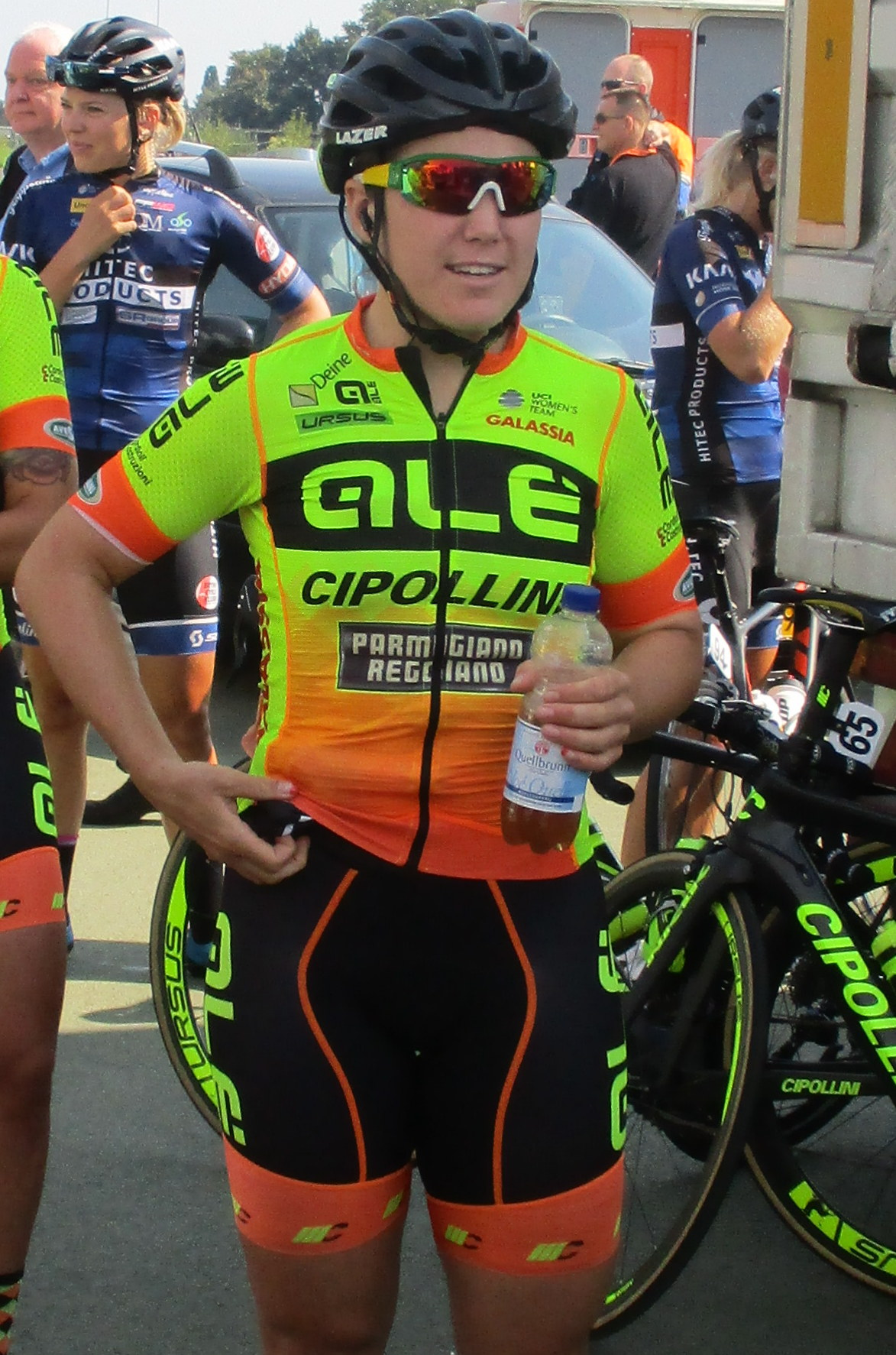
Chloe Hosking en 2017.
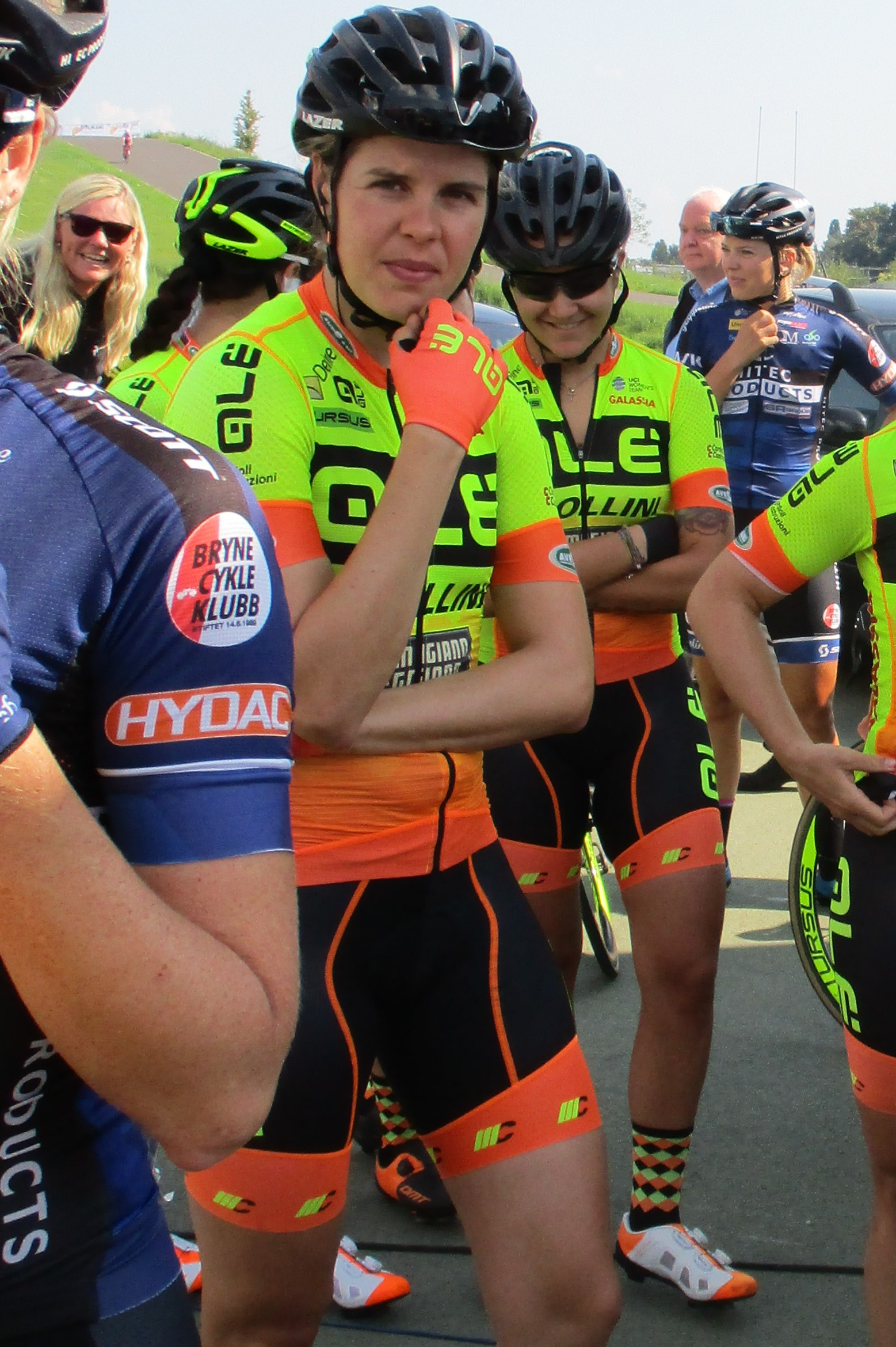
Romy Kasper en 2017.
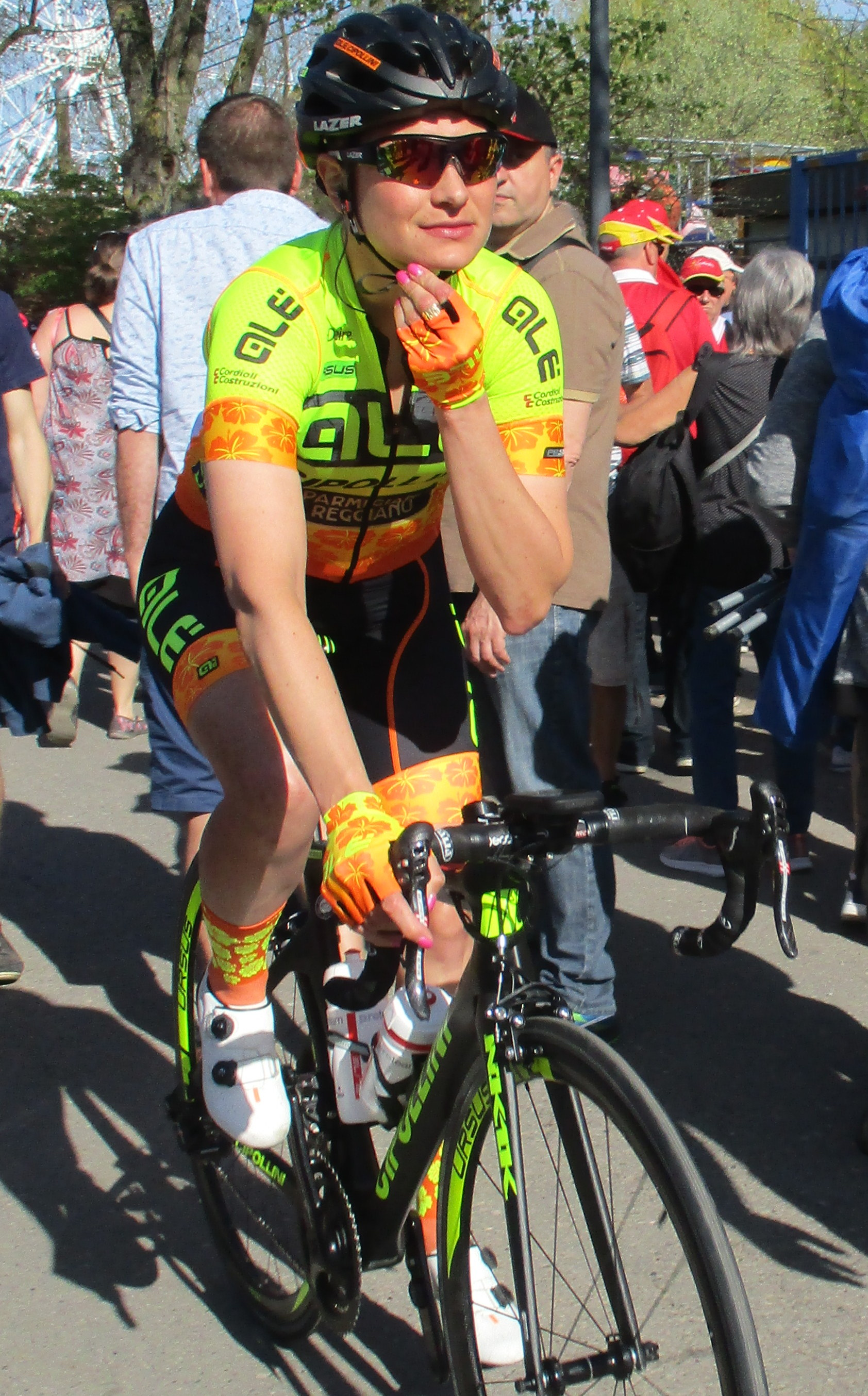
Roxane Knetemann
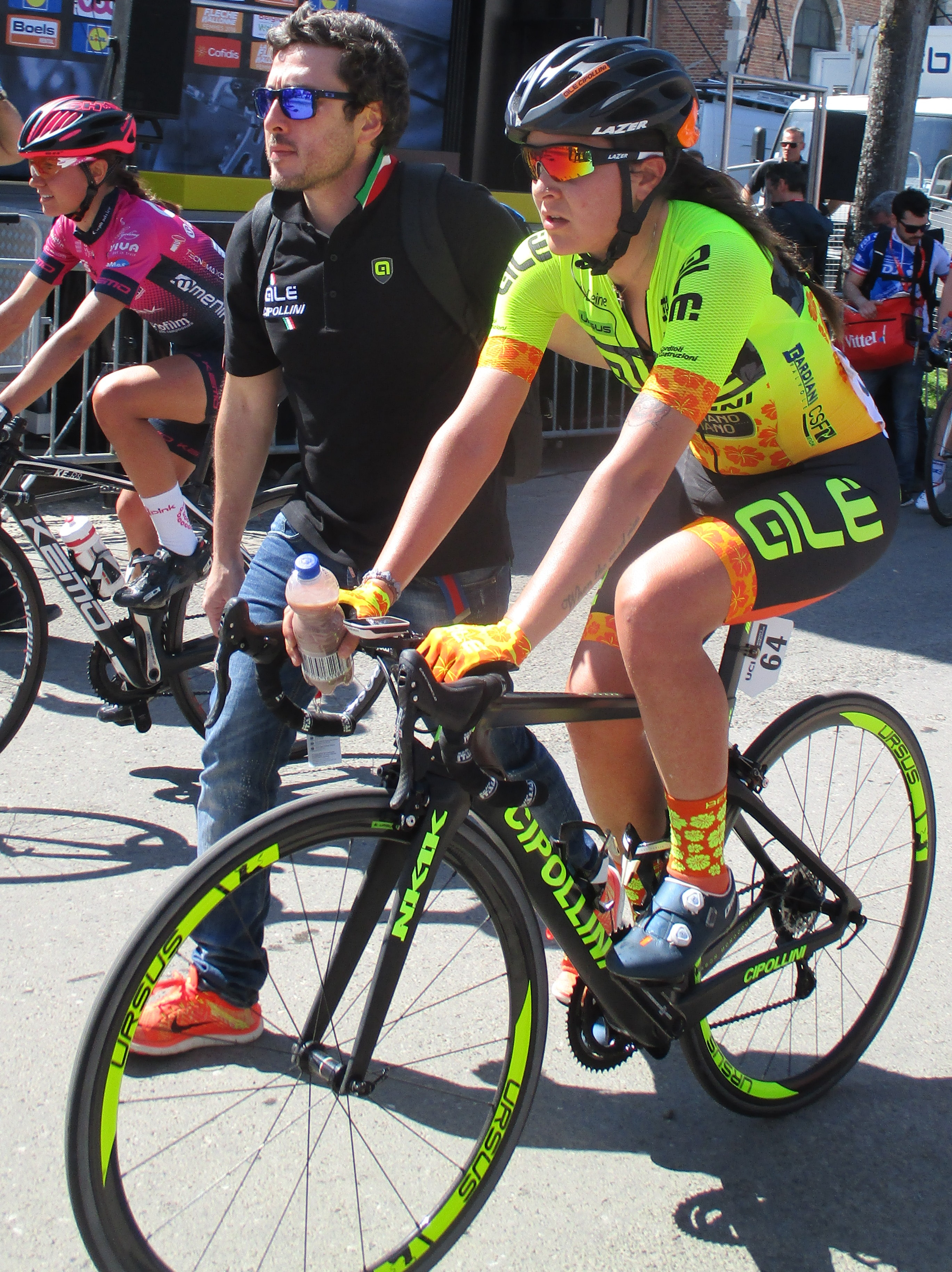
Soraya Paladin
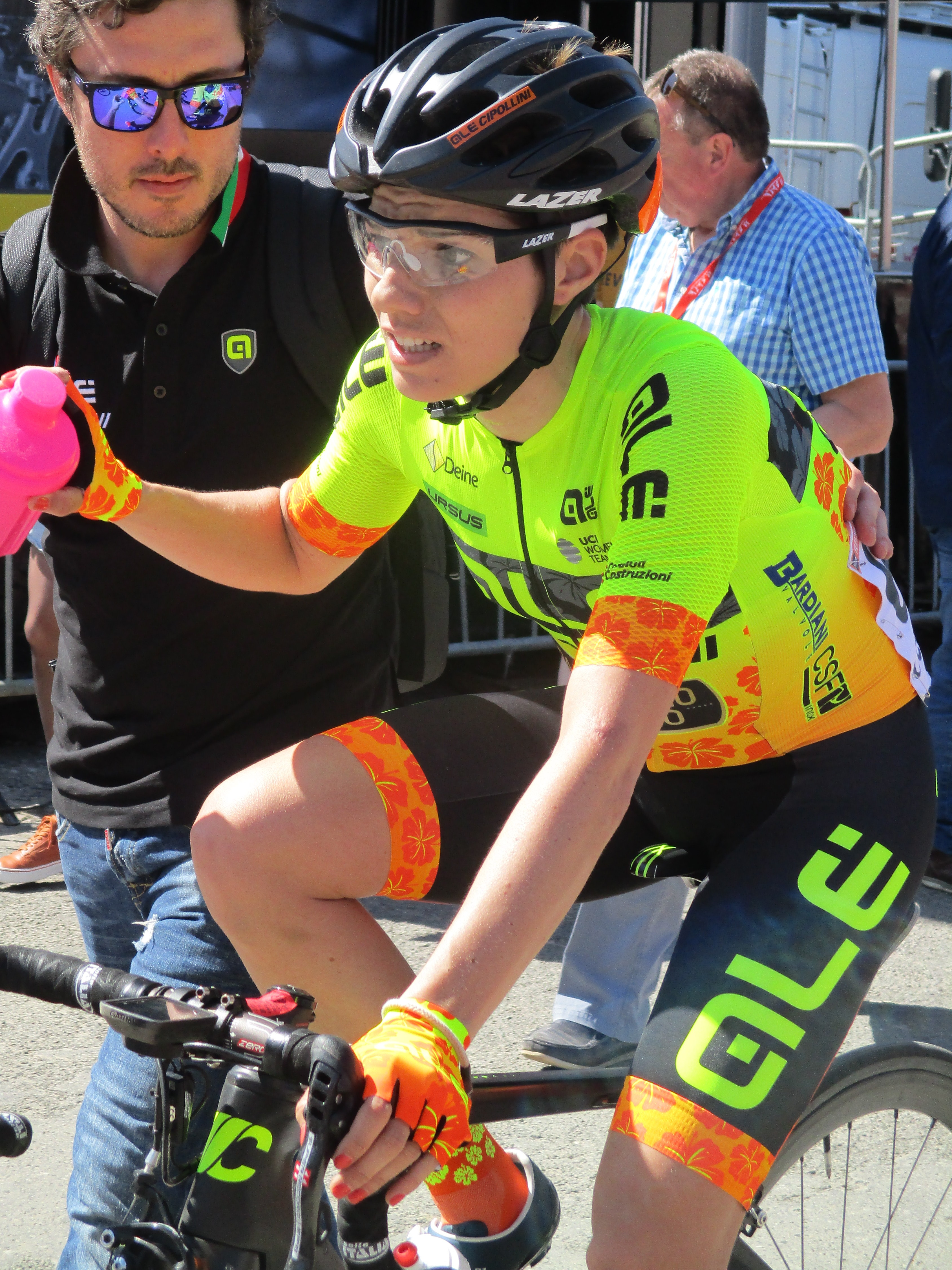
Ane Santesteban
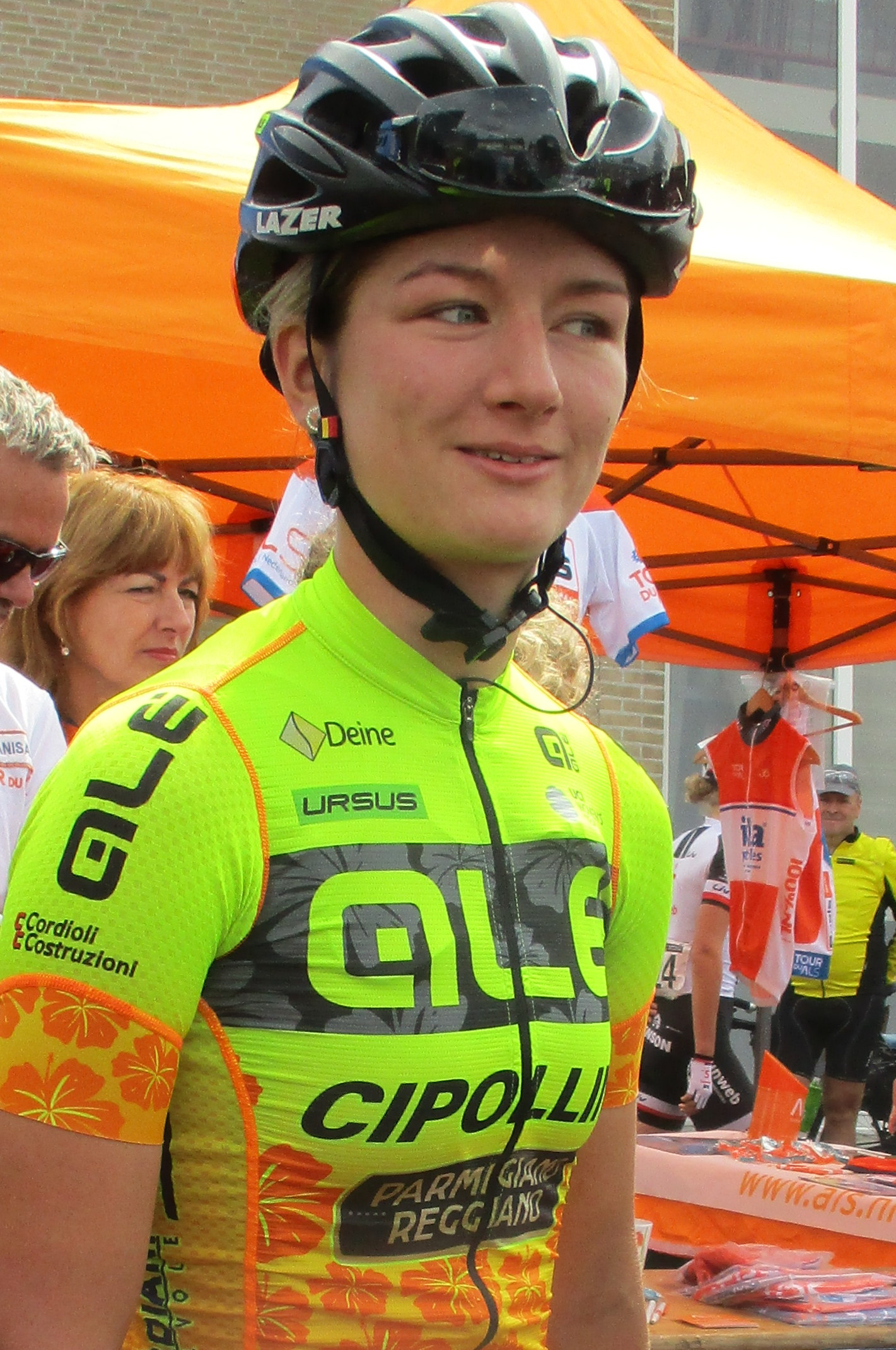
Karlijn Swinkels
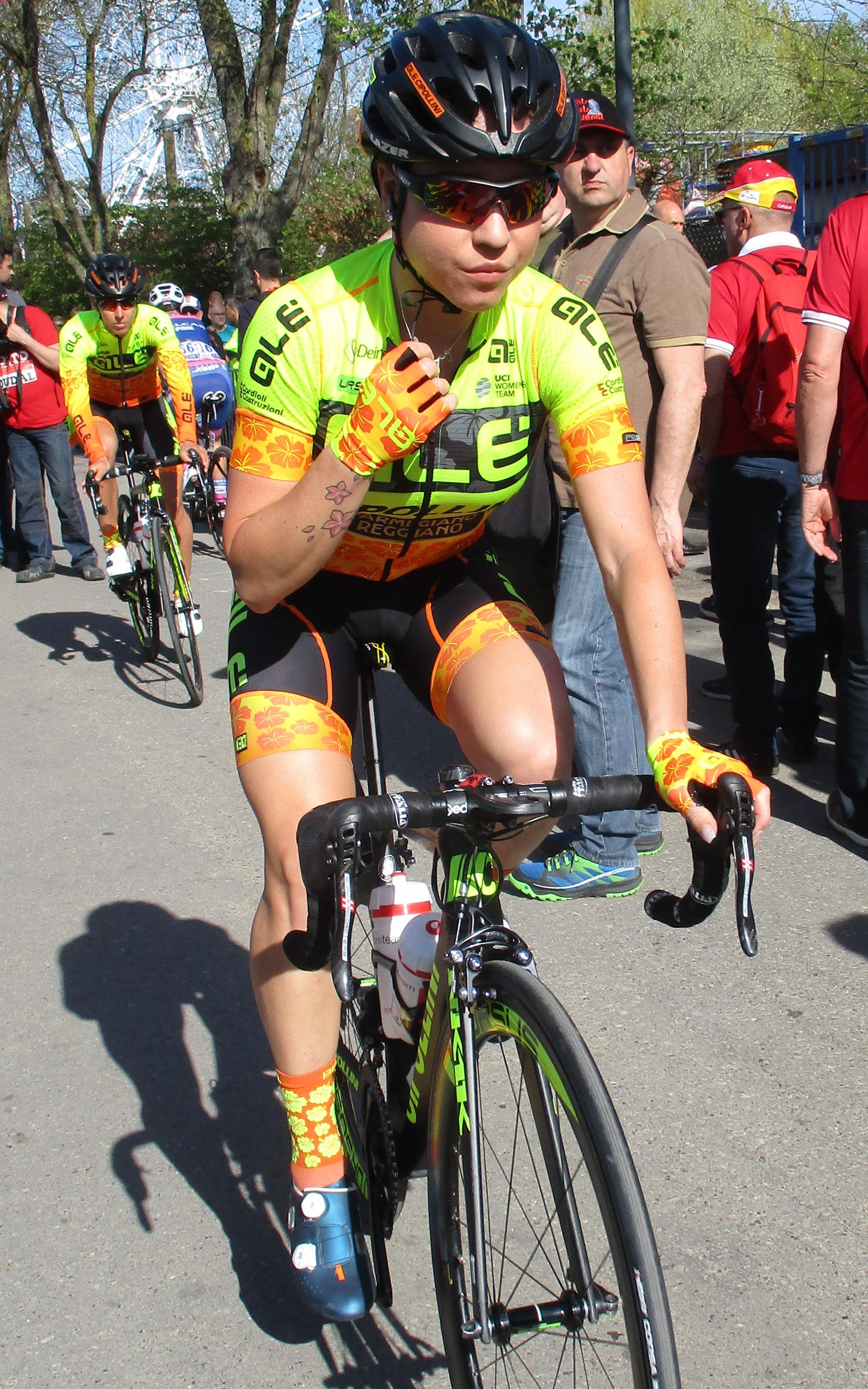
Anna Trevisi
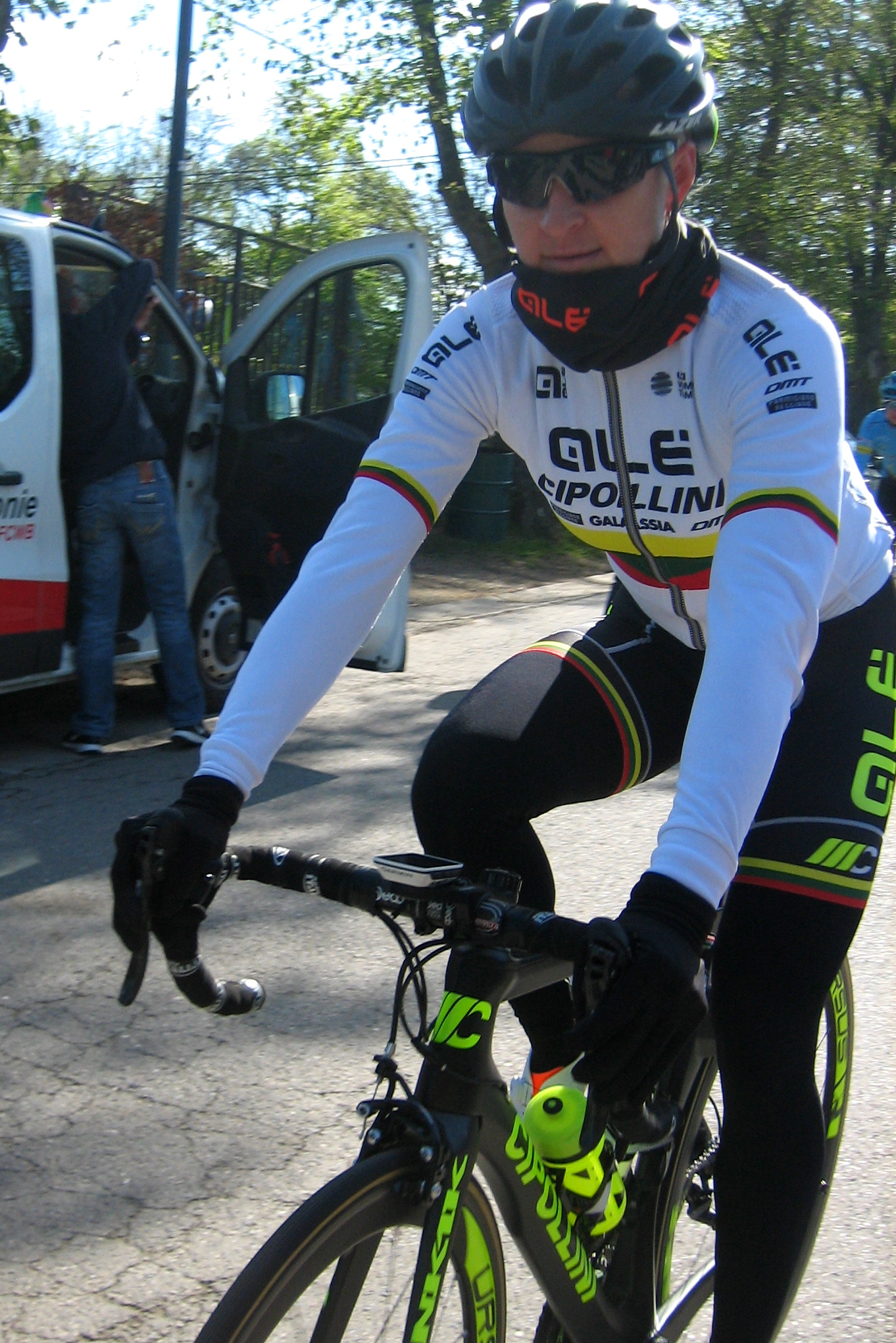
Daiva Tušlaitė en 2017.
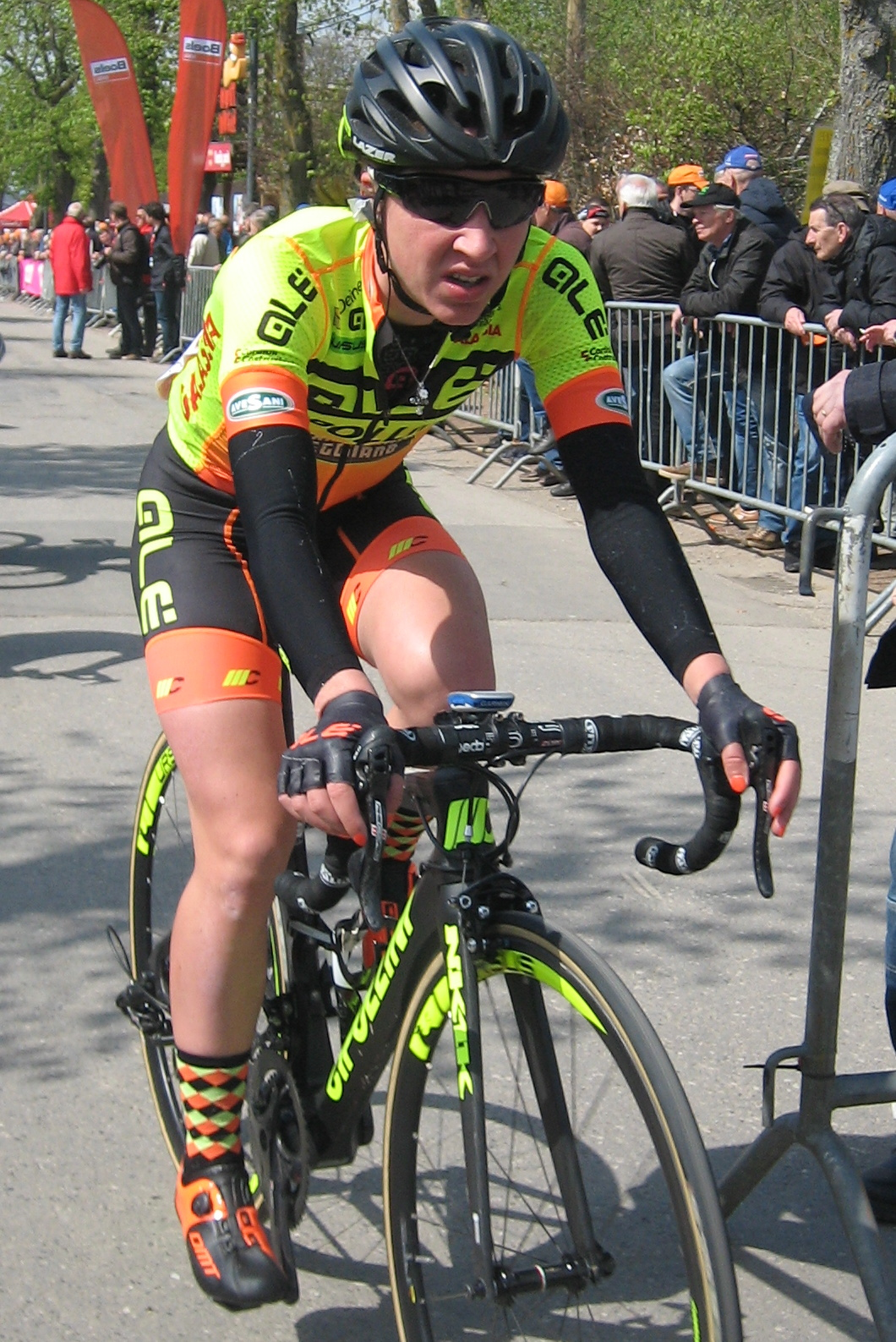
Anisha Vekemans en 2017.

### Encadrement
Fortunato Lacquaniti est le directeur sportif de l'équipe. Il est assisté par Gulnara Fatkúlina. Alessia Piccolo est la représentante de l'équipe auprès de l'UCI.

## Déroulement de la saison

### Janvier
Au Santos Women's Tour, Chloe Hosking s'impose sur le sprint de la dernière étape. À la Cadel Evans Great Ocean Road Race, elle gagne une nouvelle fois au sprint,.

### Février
À la Semana Ciclista Valenciana, Marta Bastianelli prend la troisième place du sprint de la première étape,. Elle s'impose le lendemain et est deuxième du classement général, trois secondes derrière Hannah Barnes. Elle est troisième sur la troisième étape et s'empare de la tête. Sur la dernière étape, l'équipe Canyon-SRAM manœuvre pour mettre en difficulté l'Italienne dans les pentes et parvient à ses fins. Le peloton perd près de trois minutes et Marta Bastianelli laisse filer la victoire finale. Au même moment, au Circuit Het Nieuwsblad, au kilomètre quatre-vingt, dans le Leberg, Chloe Hosking part avec Elisa Longo Borghini. Elles sont reprises rapidement. Dans le Berendries, une nouvelle sélection s'opère avec Hosking à l'avant, mais un nouveau regroupement a lieu. Elle est aussi bien placée dans le mur de Grammont. Finalement, elles sont vingt-cinq athlètes à l'avant au pied du Bosberg. Ce groupe se joue la victoire au sprint. Chloe Hosking est battue seulement par Christina Siggaard,. Le lendemain, sur l'Omloop van het Hageland, Ellen van Dijk part seule dans le final. Derrière, Chloe Hosking règle le sprint du peloton.
Au Samyn des Dames, dans le secteur d'Erquennes, Janneke Ensing et Soraya Paladin font partie de l'échappée de six coureuses. Janneke Ensing profite de la supériorité numérique de l'équipe pour partir seule à quatre kilomètres du but. Elle n'est plus reprise,,.

### Mars
Sur les Strade Bianche, Janneke Ensing reste dans les premières de la course et se classe sixième,. Au Tour de Drenthe, dans le dernier tour, un groupe contenant Soraya Paladin se forme. Le peloton est néanmoins très vigilant. Au sprint, Chloe Hosking et Marta Bastianelli finissent troisième et quatrième plusieurs longueurs derrière Amy Pieters et Alexis Ryan,. Sur le Trofeo Alfredo Binda-Comune di Cittiglio, Soraya Paladin puis Ane Santesteban sont à l'attaque mais sans succès. La mieux classée est Marta Bastianelli à la treizième place.
Aux Trois Jours de La Panne, Rommy Kasper fait partie du grand groupe d'échappée qui dispute la majorité de la course à l'avant. L'équipe Alé Cipollini mène néanmoins la chasse. Au sprint, Chloe Hosking est battue par Jolien D'Hoore,. À Gand-Wevelgem, on assiste à un nouvel emballage final. Jolien D'Hoore prend l'avantage mais est remontée par Marta Bastianelli, emmenée par Chloe Hosking, dans les derniers mètres,.

### Avril

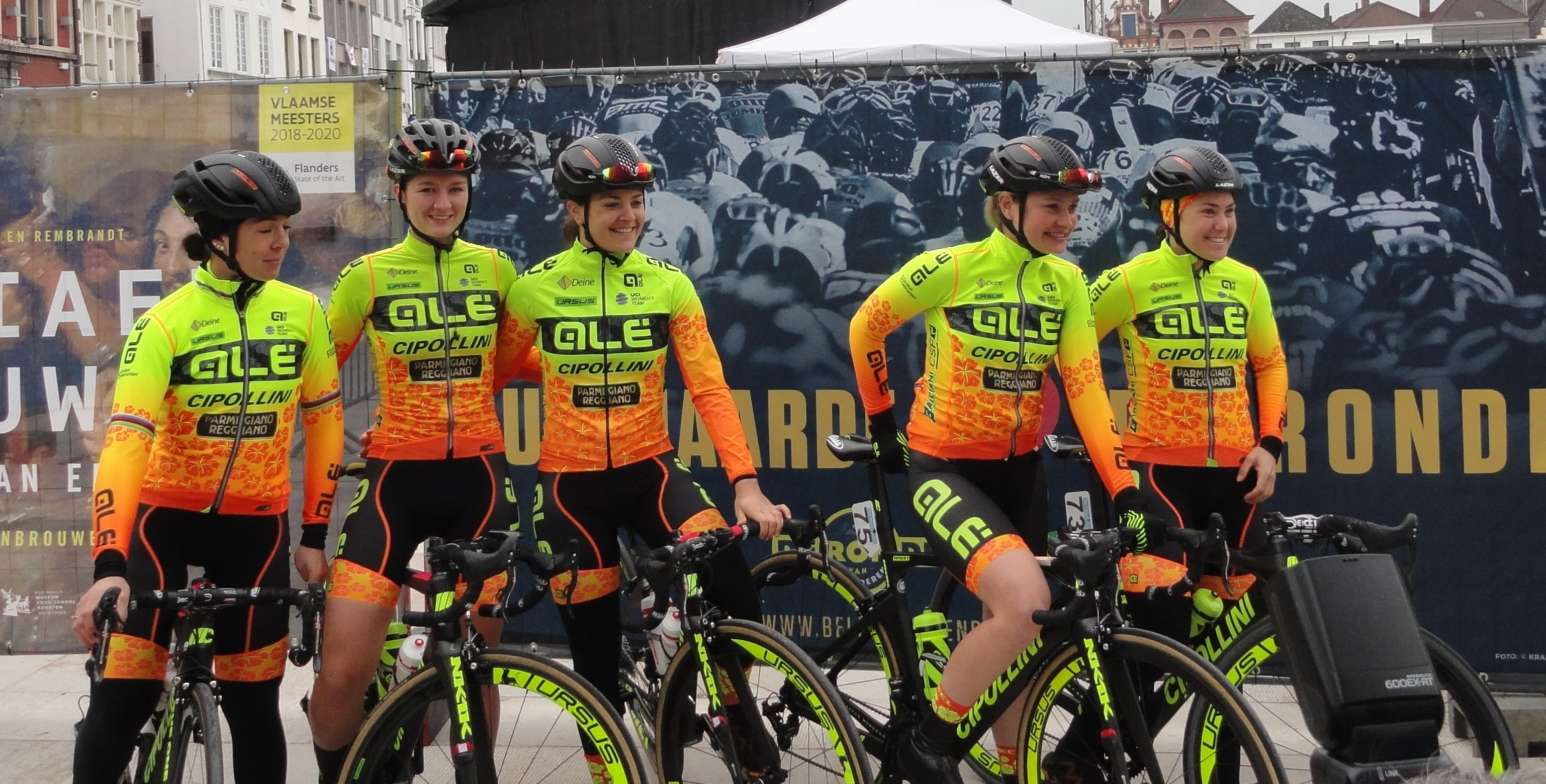
Au départ du Tour des Flandres

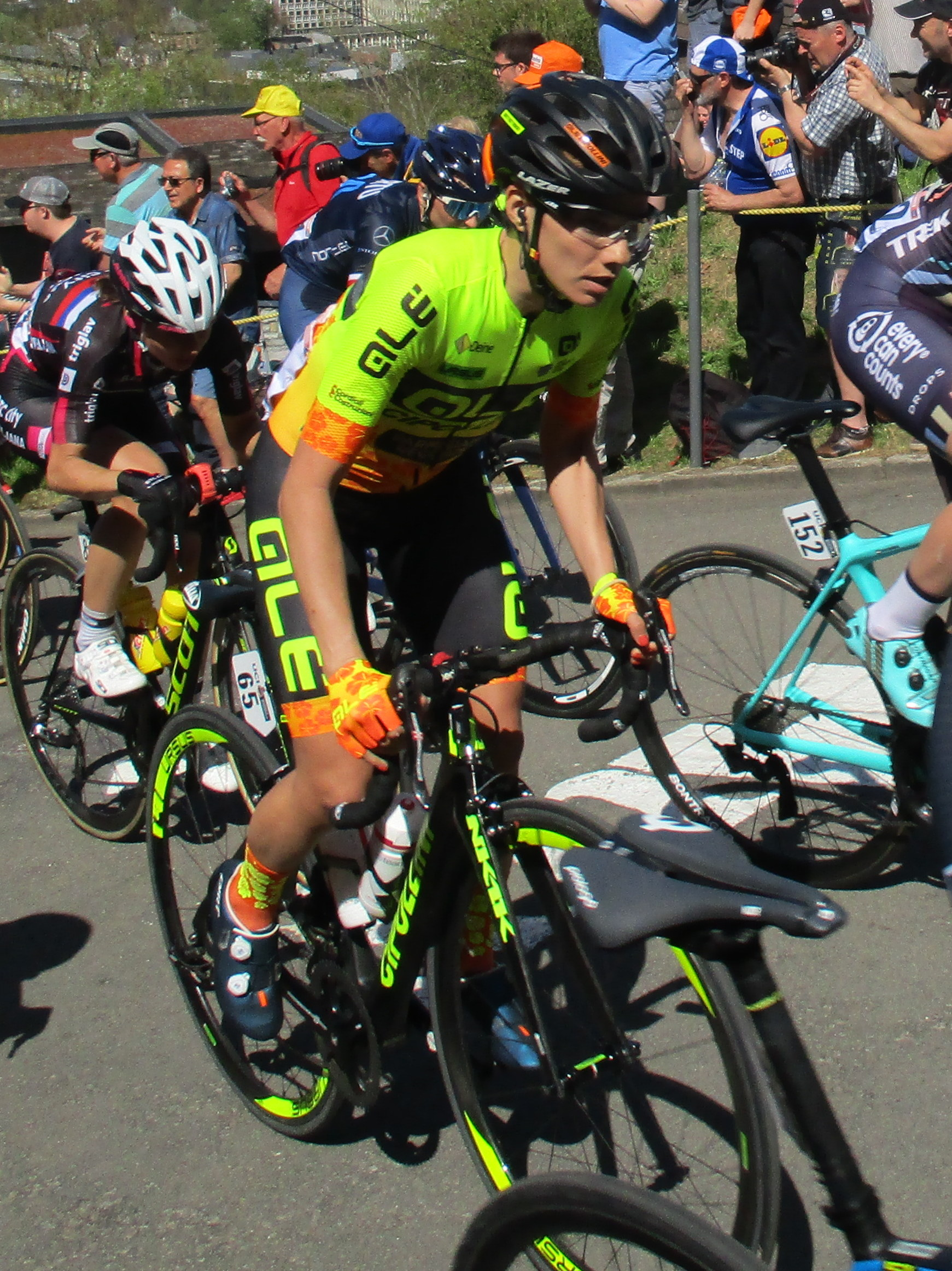
Ane Santesteban dans le mur de Huy

Au Tour des Flandres, Chloe Hosking est victime d'une chute dans Grammont. Janneke Ensing, leader de l'équipe, abandonne également. Marta Bastianelli se classe treizième,. Elle confirme sa bonne forme le lendemain, en remportant au sprint le Grand Prix international de Dottignies. Elle récidive sur la Flèche brabançonne. En Australie, Chloe Hosking remporte la course en ligne des Jeux du Commonwealth.
À la Flèche wallonne, dans l'avant-dernier tour, Megan Guarnier, Amanda Spratt et Janneke Ensing attaquent. Elles passent ensemble le mur de Huy et comptent quarante-cinq secondes d'avance au kilomètre quatre-vingt-quatorze. Dans la côte de Cherave l'écart descend à vingt secondes. Le groupe d'échappée aborde néanmoins en tête le mur de Huy. Janneke Ensing finit treizième,. Elle est ensuite onzième à Liège-Bastogne-Liège.
Au Tour de l'île de Chongming, Chloe Hosking n'a pas le même succès que les années précédentes et doit se contenter de top 10.

### Mai
Au Tour de Yorkshire, Marta Bastianelli est cinquième du sprint de la première étape. Ane Santesban occupe la même place lors de la deuxième étape qui arrive en côte. Elle obtient ainsi la sixième place du classement général,. Au Trofee Maarten Wynants, Marta Bastianelli gagne au sprint. 
Sur l'Emakumeen Euskal Bira, au kilomètre soixante-dix-sept de la troisième étape, la côte de l'Untzilla provoque une sélection dans le peloton. Elles sont dix au pied de l'Alto de Arlaban dont Ane Santesban. Elle prend la quatrième place de l'étape,. Elle est cinquième le lendemain, ce qui lui permet de remonter à la onzième place du classement général.
À La Classique Morbihan, Janneke Ensing finit sixième et première du peloton. Le lendemain, sur le Grand Prix de Plumelec, Ane Santesban prend la troisième place en haut de la côte de Cadoudal.

### Juin
Sur le Women's Tour, Marta Bastianelli est deuxième du sprint de la première étape derrière Jolien D'Hoore,,. Chloe Hosking est quatrième de la quatrième étape et Marta Bastianelli se classe à la même position de la dernière étape au sprint toujours.
Lors des championnats nationaux, Daiva Tušlaitė remporte le contre-la-montre en Lituanie.

### Juillet
Sur le Tour d'Italie, Marta Bastianelli est quatrième du sprint de la deuxième étape. Elle est ensuite deuxième de la quatrième étape derrière Jolien D'Hoore. Lors de la première arrivée au sommet, Ane Santesteban finit avec les favorites et se classe cinquième,. Lors de la huitième étape, Soraya Paladin est cinquième en participant au sprint du peloton derrière les échappées. Ane Santesteban est septième de l'étape arrivant au sommet du Zoncolan. Elle finit la dernière étape avec les favorites et conclut ce Tour d'Italie à la neuvième place,. Elle se classe à la même place lors de la course by Le Tour de France.
Au BeNe Ladies Tour, Marta Bastianelli s'impose sur la dernière étape au sprint,. À la RideLondon-Classique, Chloe Hosking est quatrième du sprint.

### Août

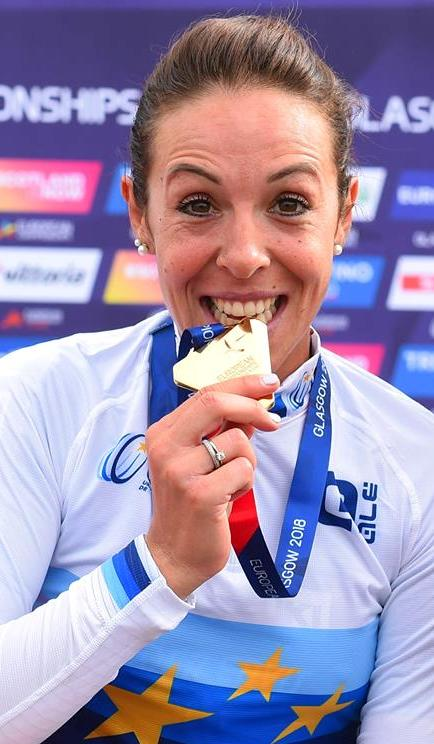
Marta Bastianelli dans son maillot de championne d'Europe

Sur les championnats d'Europe sur route, les Pays-Bas lance le sprint mais Marta Bastianelli produit un démarrage qui décolle ses adversaires et lui assure une nette victoire.
Au Tour de Norvège, Chloe Hosking est cinquième de la première étape, puis quatrième de la dernière étape.

### Septembre
Au Tour de Toscane, sur la première étape, Soraya Paladin sort dans le dernier passage de la côte de la Via delle Selvette, mais est reprise. Marta Bastianelli remporte le sprint d'un groupe de tête réduit. Le lendemain, dans le dernier tour, Nicole Hanselmann attaque. Elle est rejointe plus tard par Soraya Paladin et Maria Giulia Confalonieri. Paladin accélère dès les premières pentes du col du Valgiano. Elle s'impose seule sur l'étape et le Tour de Toscane.

## Victoires

### Sur route
| Victoires | Victoires                                                           | Victoires | Victoires | Victoires         | Victoires |
| Date      | Course                                                              | Pays      | Classe    | Vainqueur         |           |
| --------- | ------------------------------------------------------------------- | --------- | --------- | ----------------- | --------- |
| 14 janv.  | 4e étape, Women's Tour Down Under                                   | Australie | 2.1       | Chloe Hosking     |           |
| 27 janv.  | Cadel Evans Great Ocean Road Race Women                             | Australie | 1.1       | Chloe Hosking     |           |
| 23 fév.   | 2e étape de la Semaine cycliste valencienne                         | Espagne   | 2.2       | Marta Bastianelli |           |
| 27 fév.   | Le Samyn des Dames                                                  | Belgique  | 1.2       | Janneke Ensing    |           |
| 25 mars   | Gand-Wevelgem                                                       | Belgique  | 1.WWT     | Marta Bastianelli |           |
| 2 avr.    | Grand Prix de Dottignies                                            | Belgique  | 1.2       | Marta Bastianelli |           |
| 11 avr.   | Flèche brabançonne                                                  | Belgique  | 1.1       | Marta Bastianelli |           |
| 14 avr.   | Course en ligne aux Jeux du Commonwealth                            | Australie | CC        | Chloe Hosking     |           |
| 6 mai     | Trofee Maarten Wynants                                              | Belgique  | 1.1       | Marta Bastianelli |           |
| 22 juin   | Championnat de Lituanie du contre-la-montre                         | Lituanie  | CN        | Daiva Tušlaitė    |           |
| 22 juill. | 3e étape, Baloise Ladies Tour                                       | Belgique  | 2.1       | Marta Bastianelli |           |
| 8 sept.   | 1re étape du Tour de Toscane féminin-Mémorial Michela Fanini        | Italie    | 2.2       | Marta Bastianelli |           |
| 9 sept.   | 2e étape du Tour de Toscane féminin-Mémorial Michela Fanini         | Italie    | 2.2       | Soraya Paladin    |           |
| 9 sept.   | Classement général, Tour de Toscane féminin-Mémorial Michela Fanini | Italie    | 2.2       | Soraya Paladin    |           |

### Résultats sur les courses majeures

#### World Tour
| Date                | #  | Course                                   | Pays            | Meilleure classée | Classement |
| ------------------- | -- | ---------------------------------------- | --------------- | ----------------- | ---------- |
| 3 mars              | 1  | Strade Bianche                           | Italie          | Janneke Ensing    | 6e         |
| 11 mars             | 2  | Tour de Drenthe                          | Pays-Bas        | Chloe Hosking     | 3e         |
| 18 mars             | 3  | Trofeo Alfredo Binda-Comune di Cittiglio | Italie          | Marta Bastianelli | 13e        |
| 22 mars             | 4  | Trois Jours de la Panne                  | Belgique        | Chloe Hosking     | 2e         |
| 25 mars             | 5  | Gand-Wevelgem                            | Belgique        | Marta Bastianelli | Vainqueur  |
| 1er avril           | 6  | Tour des Flandres                        | Belgique        | Marta Bastianelli | 13e        |
| 15 avril            | 7  | Amstel Gold Race                         | Pays-Bas        | Soraya Paladin    | 19e        |
| 18 avril            | 8  | Flèche wallonne                          | Belgique        | Janneke Ensing    | 13e        |
| 22 avril            | 9  | Liège-Bastogne-Liège                     | Belgique        | Janneke Ensing    | 11e        |
| 26-28 avril         | 10 | Tour de l'île de Chongming               | Chine           | Chloe Hosking     | 8e         |
| 10-13 mai           | 11 | Tour de Californie                       | États-Unis      | -                 | -          |
| 19-22 mai           | 12 | Emakumeen XXXI. Bira                     | Espagne         | Ane Santesteban   | 11e        |
| 13-17 juin          | 13 | The Women's Tour                         | Grande-Bretagne | Soraya Paladin    | 13e        |
| 6-15 juillet        | 14 | Tour d'Italie                            | Italie          | Ane Santesteban   | 9e         |
| 17 juillet          | 15 | La course by Le Tour de France           | France          | Ane Santesteban   | 9e         |
| 28 juillet          | 16 | RideLondon-Classique                     | Grande-Bretagne | Chloe Hosking     | 4e         |
| 10 août             | 17 | Open de Suède Vårgårda TTT               | Suède           | -                 | 13e        |
| 12 août             | 18 | Open de Suède Vårgårda                   | Suède           | Chloe Hosking     | 21e        |
| 16-19 août          | 19 | Tour de Norvège                          | Norvège         | Chloe Hosking     | 20e        |
| 25 août             | 20 | Grand Prix de Plouay                     | France          | Soraya Paladin    | 15e        |
| 28 août-2 septembre | 21 | Boels Ladies Tour                        | Pays-Bas        | Roxane Knetemann  | 34e        |
| 10 septembre        | 22 | La Madrid Challenge by La Vuelta         | Espagne         | Chloe Hosking     | 33e        |
| 21 octobre          | 23 | Tour du Guangxi                          | Chine           | -                 | -          |

Chloe Hosking est dix-septième du classement individuel. La formation est huitième au classement par équipes.

#### Grand tour
| Grand tour            | Tour d'Italie        |
| --------------------- | -------------------- |
| Coureuse (classement) | Ane Santesteban (9e) |
| Accessits             | Aucun                |

## Classement mondial
| Classement UCI | Classement UCI    | Classement UCI | Classement UCI |
| Coureuse       | Coureuse          | Pays           | Points         |
| -------------- | ----------------- | -------------- | -------------- |
| 10e            | Marta Bastianelli | Italie         | 1065 pts       |
| 13e            | Chloe Hosking     | Australie      | 866 pts        |
| 45e            | Ane Santesteban   | Espagne        | 392 pts        |
| 71e            | Janneke Ensing    | Pays-Bas       | 271 pts        |
| 108e           | Soraya Paladin    | Italie         | 168 pts        |
| 250e           | Daiva Tušlaitė    | Lituanie       | 48 pts         |
| 289e           | Roxane Knetemann  | Pays-Bas       | 36 pts         |
| 491e           | Anna Trevisi      | Italie         | 14 pts         |
| 498e           | Karlijn Swinkels  | Pays-Bas       | 13 pts         |
| 718e           | Mayuko Hagiwara   | Japon          | 3 pts          |
| 774e           | Romy Kasper       | Allemagne      | 3 pts          |

Alé Cipollini est huitième du classement par équipes.